# Phormis
Phormis ou Phormus est un auteur de comédie grecque. 

## Biographie
Né à Ménalo en Arcadie, Phormis s'installe à Syracuse où il sert l'administration et la défense de la cité de Gélon dont il devient le précepteur de ses enfants, puis sert Hiéron Ier.
Il s'enrichit grâce aux tyrans deinoménides et peut élever des statues comme offrandes aux divinités de Delphes et d'Olympie. Un Syracusain nommé Lycortas fait également élever à Olympie un groupe représentant Phormis luttant contre trois adversaires successifs.
L’œuvre de Phormis a totalement disparue, si ce n'est quelques titres laissant supposer des sujets mythologiques : Admète, Atalante, Alcinoos, Alcyone, Céphée, le Sac d’Ilion, Persée. Mais Aristote le cite aux côtés d'Épicharme, son contemporain à la cour de Gélon, comme l'un des fondateurs de la comédie à travers la fable. Phormis a également perfectionné le matériel de la scène : tentures de pourpre sur la skéné, ample robe blanche pour les acteurs. 